# Gal Fridman
Gal Fridman (hebreiska: גל פרידמן), född 16 september 1975 i Karkur i Haifa, är en israelisk vindsurfare och olympisk guldmedaljör vid olympiska sommarspelen 2004. Han har även vunnit en bronsmedalj vid OS i Atlanta 1996.